# Ренато Скіфані
Ренато Джузеппе Скіфані (італ. Renato Giuseppe Schifani; нар. 11 травня 1950, Палермо) — італійський політик.
Юрист за освітою, він працював у Касаційному суді Італії. Політичну діяльність розпочав у Християнсько-демократичній партії, а після її розпаду у середині 90-х років вступив до партії «Вперед, Італія» Сільвіо Берлусконі.
У 1996 році він вперше отримав місце у Сенаті як представник регіону Альтофонте-Корлеоне (Сицилія). Після перемоги «Народу свободи» на дострокових виборах у 2008 році, 29 квітня цього ж року, був обраний головою Сенату, отримавши 178 голосів на свою користь (при необхідності мінімум 162 голосів). Залишив посаду у 2013, пізніше приєднався до Нового правого центру.